# اوهایویا
اوهایویا (به لاتین: Ouahigouya) یک منطقهٔ مسکونی در بورکینافاسو است که در استان یاتنگا واقع شده‌است. اوهایویا ۸۶٬۵۶۹ نفر جمعیت دارد و ۳۱۵ متر بالاتر از سطح دریا واقع شده‌است.